# Graphidessa
Graphidessa är ett släkte av skalbaggar. Graphidessa ingår i familjen långhorningar.
Kladogram enligt Catalogue of Life:
| Graphidessa | \| \| Graphidessa obliquefasciata \| \| \| \| \| \| Graphidessa variegata \| \| \| \| \| \| Graphidessa venata \| \| \| \| |
|             | \| \| Graphidessa obliquefasciata \| \| \| \| \| \| Graphidessa variegata \| \| \| \| \| \| Graphidessa venata \| \| \| \| |
|             | Graphidessa obliquefasciata                                                                                                |
|             | |
|             | Graphidessa variegata |
|             | |
|             | Graphidessa venata |
|             | |